# Een pige og 39 sømænd
Een pige og 39 sømænd er en dansk film fra 1965 med manuskript af Peer Guldbrandsen og Annelise Reenberg, der også har instrueret.

## Medvirkende
- Birgit Sadolin
- Karl Stegger
- Morten Grunwald
- Axel Strøbye
- Ove Sprogøe
- Poul Bundgaard
- Sigrid Horne-Rasmussen
- Bjørn Puggaard-Müller
- Arthur Jensen
- Henry Nielsen
- Ole Søltoft
- Hugo Herrestrup
- Jesper Langberg
- Bent Vejlby
- Valsø Holm
- Holger Vistisen